# Drapeau de la ville de Bruxelles
Pour les articles homonymes, voir Drapeau de Bruxelles.
Le drapeau de la ville de Bruxelles est vert et rouge avec en son centre un Saint-Michel terrassant le dragon.
Les couleurs rouge et verte du drapeau sont anciennes, Bruxelles les arborait déjà au XIIIe siècle.

Blasonnement : De gueules à Saint Michel d'or terrassant le démon de sable

Le blason représentant Saint Michel arme et bouclier en main terrassant le démon à ses pieds a été remanié en logo officiel de la région Bruxelles-Capitale. Le blasonnement est identique mais les Armoiries sont simplifiées.